# 이건웅
이건웅(李建雄, 1941년 11월 11일 ~ )은 대한민국 중요무형문화재 제111호 사직대제(社稷大祭) 제의집전 기능보유자이다.

## 생애
충남 논산 출신으로 본관은 전주, 이름은 건웅(建雄)이다. 조선국 제2대 정종(定宗)의 10남 덕천군 이후생(德泉君 李厚生) 15대손이다.
15세 때 서울에 올라와 1961년 동국대 국문과에 입학하였으나 가정 형편이 어려워 1학년도 마치지 못하고, 학교를 중퇴한 이후 출판사에 들어가 편집부장을 지냈고, 직접 출판사를 차려 독립했으나 사업 실패의 쓴맛을 보기도 했다. 그러던 중 1975년 단경왕후(중종의 첫째 왕비)를 모신 온릉 제향에 참례하면서부터 전통 제례에 관심을 가지게 되어 이때부터 고문서 및 예서 등을 보면서 공부하는 계기되었다.
전통제례에 대해 고(故) 이은표옹에게 사사받았으며, 88 서울 올림픽 때 스승 고(故) 이은표옹과 함께 일제의 강압으로 맥이 끊겼던 사직대제를 처음 복원하여 제현하였다. 2000년 중요무형문화재로 지정되었으며, 현재는 종묘대제 및 사직대제 기능보유 단체인 (사)전주이씨대동종약원 이사(理事)를 역임하고 있으며, 사직대제 계승과 전수교육을 하며 후학 양성하는데 힘쓰고 있다.